# Apatxe
|  | Per a altres significats, vegeu «Apatxe (pel·lícula)». |

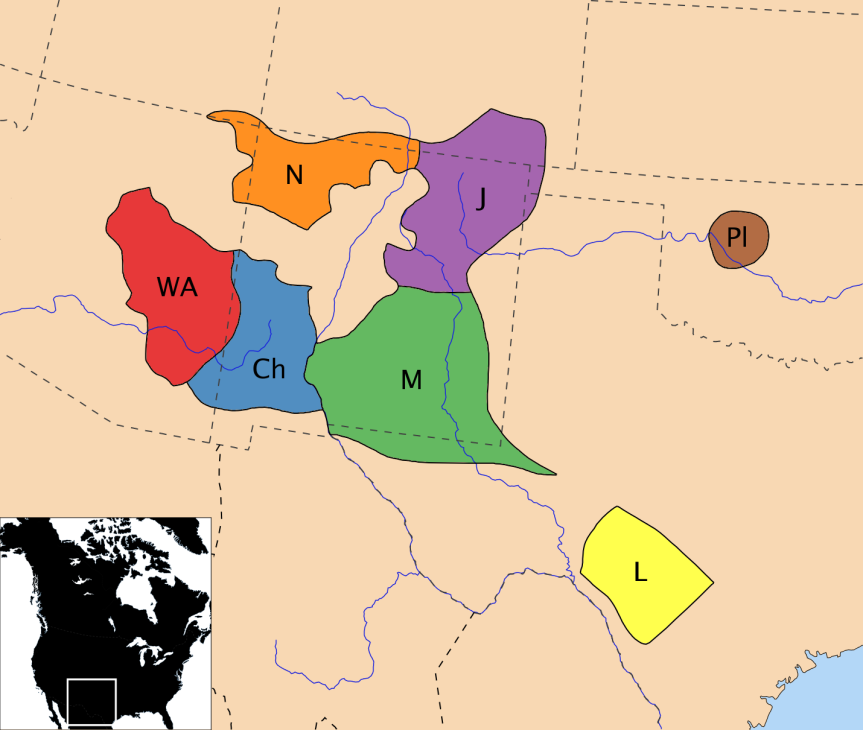
Territori apatxe en el segle XVIII: WA – Apatxes occidentals, N – Navahos, Ch – Chiricahua, M – Mescalero, J – Jicarilles, L – Lipan, Pl – Apatxe kiowa

Els apatxe són una tribu índia de llengua atapascana o na-dené, el nom de la qual prové del zuni apachu, 'enemic', perquè eren hostils a les tribus dels voltants. Ells s'anomenen a si mateixos n'de, dĭnï o tindé, 'els humans'. Foren apatxes cèlebres Gerónimo, Cochise, Victorio, Mangas Coloradas, Naiche, Nana, Chatto, Taza o Anna Price.

## Territori ocupat

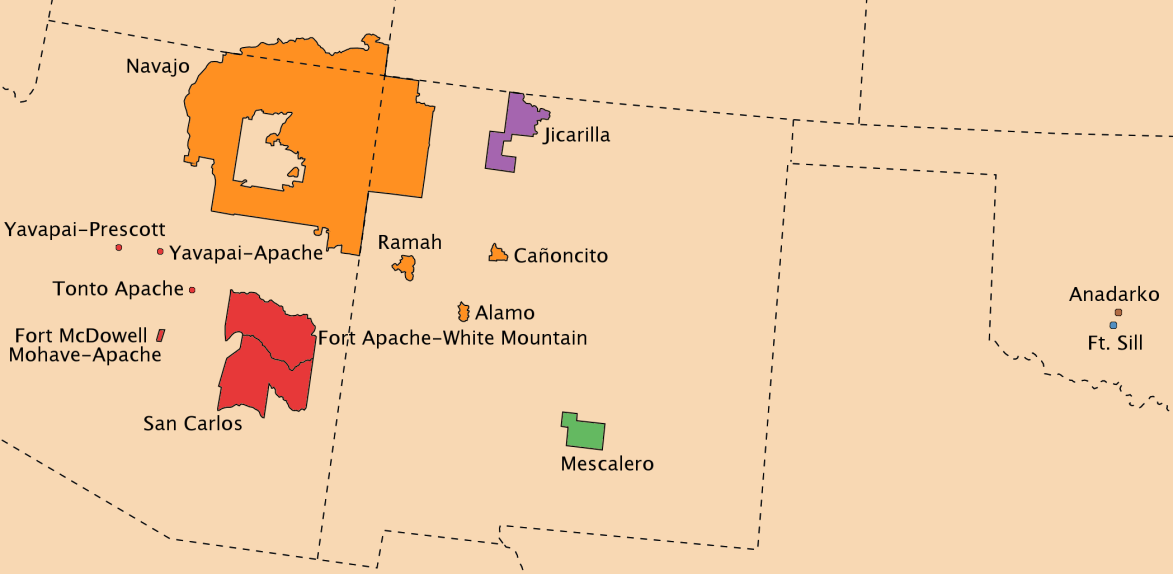
Territori apatxe actual

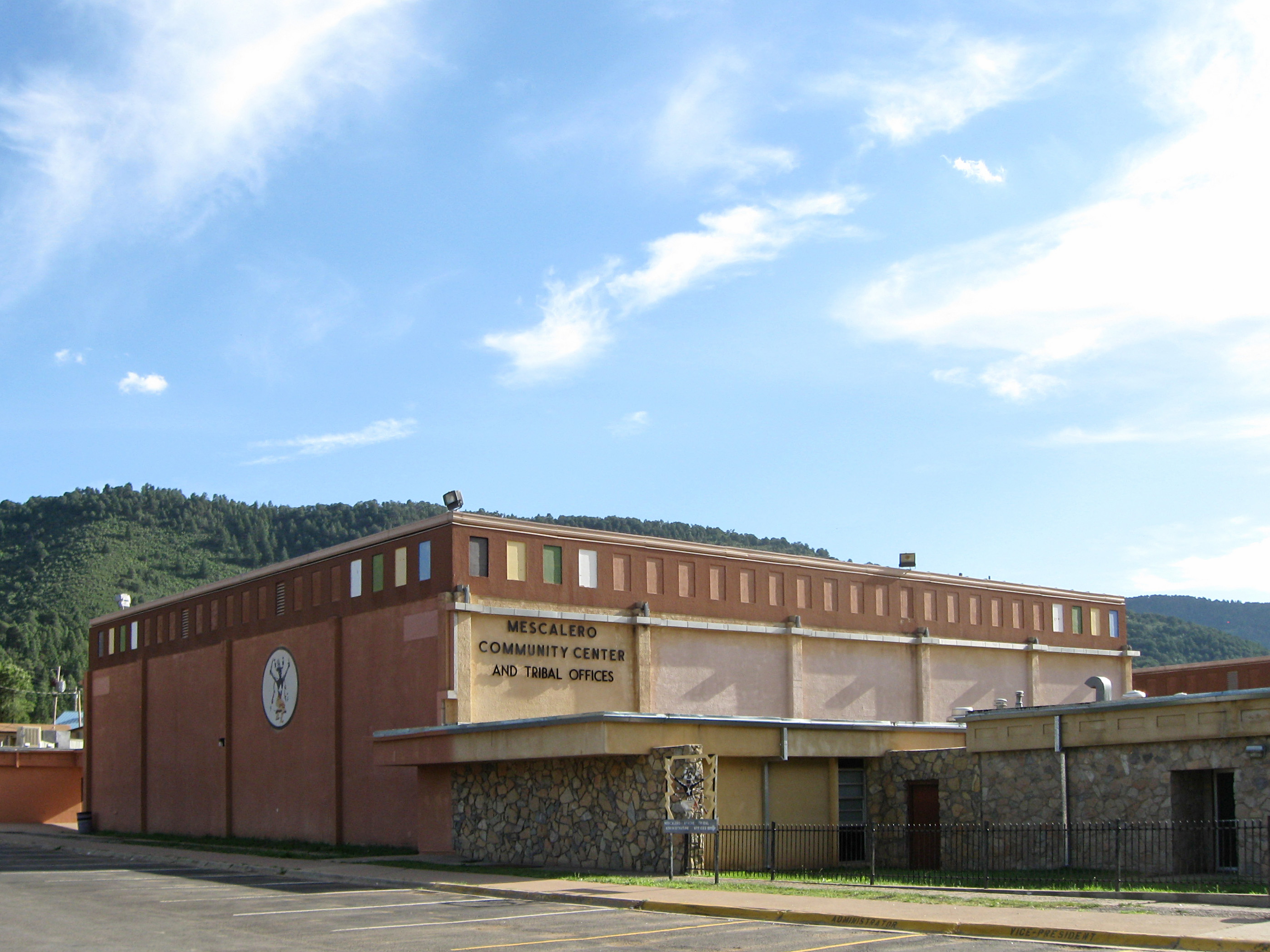
Oficines tribals dels mescalero a Nou Mèxic

Abans de l'arribada dels blancs, ocupaven el territori comprès entre Oklahoma, Nou Mèxic, Arizona, Kansas, Colorado, Utah i part de Mèxic. Actualment, ocupen les reserves Fort Apache, Fort MacDowell, San Carlos, Camp Verde i part de Gila River, a Arizona, i les de Jicarilla i Mescalero, a Nou Mèxic.

## Població
Els apatxe es divideixen en nombroses subtribus, sovint hostils entre si, agrupades en dos grups:
- Apatxes de l'est o querecho, que comprèn les subtribus:
  - Jicarilla, que es dividien entre llaneros (situats a les fonts del Canadian i els muntanyes entre els rius Canadian i Grande) i olleros (als marges del Chama).
  - Mescalero, entre el riu Pecos i Grande
  - Lipan
  - Chiricahua, a les fonts i al sud del riu Gila.
  - Faraón
- Apatxes de l'oest, que comprèn els:
  - White Mountain, que engloba els coyotero (anomenats així pel seu aspecte salvatge), entre els rius White i Salt, i pinaleño, així com els carrizo, cibecue, North Fork i White River.
  - Arivaipa
  - Gileño amb els mimbreño, que vivien a la vall del Mimbres, mogollon (el nom ve de mug-gy-own, 'gent de la muntanya'), i tonto als marges del riu Tonto, relacionats amb els yavapais.
  - San Carlos, mazetzal i Fort Apache.

Es creu que el 1600 eren uns 15.000 individus. El 1945 eren uns 8.996 indis, que augmentaren a 11.000 el 1960. El 1990 eren uns 12.600 a la reserva índia de San Carlos, 9.800 a la de Fort Apatxe (on hi ha 13.000 residents), 2.687 a Mescalero, 2.800 a Jicarilla i uns 600 a Camp Verde, en total 28.487 a les reserves. Segons el cens dels EUA del 2000, hi havia uns 96.833 apatxes, dividits d'aquesta manera:
| Fracció                 | D'una tribu | Dues tribus | Una tribu més altres ètnies | Dues tribus més altres ètnies | Total  |  |
| Apatxe                  | 24.582      | 7.611       | 21.200                      | 6.754                         | 60.146 |  |
| Chiricahua              | 1.134       | 83          | 895                         | 76                            | 2.189  |  |
| Apatxe Fort Sill        | 253         | 10          | 45                          | 3                             | 311    |  |
| Jicarilles              | 3.132       | 56          | 304                         | 8                             | 3.500  |  |
| Lipans                  | 131         | 7           | 65                          | 5                             | 208    |  |
| Mescalero               | 5.374       | 135         | 1.459                       | 59                            | 7.027  |  |
| Tribu apatxe d'Oklahoma | 454         | 35          | 150                         | 5                             | 644    |  |
| Tonto apatxe            | 131         | 1           | 52                          | 3                             | 187    |  |
| San Carlos              | 9.176       | 40          | 322                         | 1                             | 10.079 |  |
| White Mountain          | 12.107      | 33          | 440                         | 24                            | 12.604 |  |
| Total                   | 57.060      | 7.917       | 24.947                      | 6.909                         | 96.833 |  |

Pel que fa a l'idioma, segons el cens dels Estats Units del 2000:
- Apatxe occidental, 13.199 parlants
- Jicarilla, 648 parlants
- Mescalero-chiricahua, 149 parlants
- Apatxe de les planures, extingit
- Lipan, potser extingit

## Divisió actual
Les següents tribus apatxes gaudeixen de reconeixement federal:
- Tribu apatxe d'Oklahoma[3]
- Nació Yavapai Fort McDowell, Arizona[4]
- Tribu apatxe Fort Sill d'Oklahoma[3]
- Nació apatxe Jicarilla, Nou Mèxic[5]
- Tribu apatxe Mescalero de la reserva Mescalero, Nou Mèxic[5]
- Tribu apatxe San Carlos de la reserva San Carlos, Arizona[4]
- Tribu Tonto apatxe d'Arizona[4]
- Tribu apatxe White Mountain de la reserva Fort Apache, Arizona[4]
- Nació Yavapai-apatxe de la reserva índia de Camp Verde, Arizona[4]

Jicarilla té la seu a Dulce (Nou Mèxic), mentre que els mescalero tenen la seu a Mescalero (Nou Mèxic). Els apatxes occidentals, situats a Arizona, es divideixen en nombroses reserves que no atenen a divisions culturals. Les reserves apatxes occidentals inclouen la reserva índia Fort Apache, la reserva índia de San Carlos, la Nació Yavapai-apatxe, la reserva Tonto-Apatxe, i la Nació Yavapai Fort McDowell.

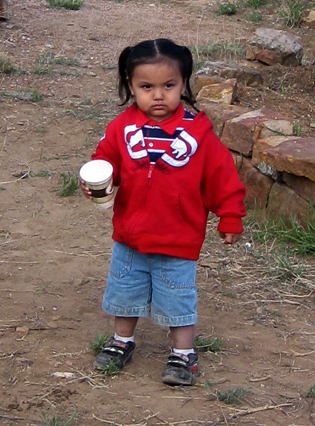
Nen jicarilla apatxe, Nou Mèxic, 2009

Els chiricahua eren dividits en dos grups després que fossin alliberats com a presoners de guerra. La majoria es traslladaren a la reserva Mescalero, i amb el principal grup mescalero formaren la tribu apatxe mescalero de la reserva apatxe Mescalero, amb els apatxes lipan. L'altre grup chiricahua estan registrats amb els Apatxe Fort Sill, amb seu a Apache (Oklahoma).
Els kiowa apatxe eren a Oklahoma, amb seu a Anadarko, i són reconeguts federalment com a tribu apatxe d'Oklahoma.

## Costums
Abans eren nòmades i practicaven molt poc l'agricultura, s'alimentaven de maguei, baies i dels animals que caçaven, llevat del peix i de l'os, que els era prohibit, i sobretot de carn de cavall.
Els jicarilla feien pots, cistells i terrissa amb forta influència dels navajo i pueblo. Els de l'est vivien en tipis o refugis de matolls en forma de tipi. Els de l'oest vivien en wikiaps de matolls o bé en un sostre de para-sol sostingut per pals, i la seva societat es dividia en un llarg nombre de clans; el nounat pertanyia al de la mare. Per la seva banda, els jicarilla es dividien en dues bandes o seccions.
Eren magnífics guerrers, poques vegades lluitaven muntats a cavall, i tenien una gran habilitat cercant amagatalls al desert. Atacaven només des d'un indret resguardat i per sorpresa, quan disposaven d'avantatges.
També tenien gran facilitat per a escampar-se per les rutes de muntanya, difícils de seguir per la cavalleria. No establien aliances tribals, sinó que, en bandes de 15, 20 o com a màxim 300 guerrers, atacaven i desfeien establiments i caravanes, alhora que burlaven les forces militars que els seguien.
Eren sotmesos a un dur entrenament guerrer (havien de recórrer alguns quilòmetres a peu amb un glop d'aigua a la boca i escopir-lo en arribar al final) i les úniques finalitats guerreres que perseguien eren el botí i fer esclaus, ja que, a diferència dels iroquesos o sioux, atrapar o matar l'enemic no tenia un valor especial.
Llurs costums i danses, així com les seves creences religioses, eren similars a les dels navahos i pueblo, dels quals van prendre molts trets culturals. El seu déu originari era Jastasinan-ne ('capità del cel') o Usen.

## Història

### Orígens i primer contacte amb els europeus
Cap al segle x baixaren del Canadà, on vivien amb els altres denés, i es creu que cap al segle xvii arribaren a Kansas i Colorado, o potser ja el 1400. S'ha trobat restes dels antics apatxes a Wupatki (800 ruïnes), els habitatges del canyó de Walnut (potser del segle xiii), Montezuma Castle, Tuzigoot, etc., a Arizona, pertanyents a la cultura Sinagua. També data del segle xiv la cultura Salado (a Tonto National Monument, vora Phoenix), i adoptaren la irrigació de la cultura Hohokam.
Foren visitats per primer cop el 1541 per l'espanyol Francisco Vázquez de Coronado, que els anomenà querechos, tot i que es creu que fra Marcos de Niza ja els havia visitats el 1538, i el 1598 Oñate, que els definiren més o menys com ara, enemics d'indis i de blancs. Es mostraren hostils al cristianisme, tot i que els franciscans aconseguiren batejar el 1629 el seu cap Sanaba. Llurs incursions no trobaven gaire resistència organitzada, però acabaren oferint recompenses per cada cabellera apatxe capturada, ja que des del 1688 organitzaren raids contra les possessions espanyoles.
Es calcula que entre el 1748 i el 1770 les seves incursions provocaren la mort de més de 4.000 espanyols.
Així, el 1786 el governador Bernardo de Gálvez y Madrid va procurar que els venguessin alcohol i escopetes velles perquè es matessin entre ells, i amb la finalitat d'exterminar-los el 1789 Manuel Antonio Flores va organitzar una expedició contra ells, sense gaire èxit.
Després del tractat de Guadalupe-Hidalgo, el 1850 el seu territori passà a formar part dels EUA. Fins aleshores, el mimbreño Mangas Coloradas/Red Sleeves, supervivent d'una matança feta pels minaires mexicans de Chihuahua el 1837, havia obligat a plegar les mines de Santa Rosa amb els seus atacs. El 1852 havia signat un tractat d'amistat amb els EUA, però com no el compliren, el 1861 s'uniria a Cochise contra la Unió en la Guerra civil americana; assolaren les muntanyes Chiricahua i Mogollon, i el 15 de juliol del 1862 van fer fugir una columna de 300 soldats a Apache Pass, tot i que moriren 73 apatxes; però Mangas Coloradas fou capturat a Apache Tejo i morí en captiveri el gener del 1863.

### Guerres amb els Estats Units
Per la tardor del 1862 es produí una matança de mescaleros, comandats per Chato, Cadette i Estrellas. Foren confinats a Bosque Redondo, però el 1863 fugiren a Mèxic. Cochise, que havia estat tancat a la presó acusat injustament d'haver raptat un nen i que havia vist exterminar la seva família pels "casaques blaves" el febrer del 1861, s'ajuntà amb Victorio, reuniren més de 300 guerrers i van saquejar la frontera de Rio Grande i El Paso; el 21 d'abril del 1865, Victorio i Nana intentaren signar la pau amb els EUA, però foren confinats en una reserva; Cochise es refugià a les muntanyes Dragó, i amb 200 guerrers chiricahua va atacar Tucson, Alburquerque i altres ciutats frontereres fins que va signar la pau el 1872. El 1868, però, els chiricahua i mescalero foren internats a la reserva de Bosque Redondo.
Pel febrer del 1871, Eskimizin i 150 aravaipa s'establiren a Camp Gran amb el tinent R. A. Whitman, i pel març s'hi establiren uns 100 més. Però foren atacats el 30 d'abril per una partida de sis nord-americans, 42 mexicans i 92 mercenaris pàpago, dirigits per William S. Oury des de Tucson: 144 apatxes moriren i 27 foren fets presoners. Encara que hi hagué judicis i Whitman fou destituït, no es va fer justícia. Pel juliol, hi enviaren el general Crook, que signaria la pau amb Eskiminzin, però no ho acceptaren ni Cochise ni Delshay, cap dels tonto. Tanmateix, pel setembre del 1872, obtingueren una pau honrosa a la reserva del seu territori mercè els oficis del general Otis Howard.
Així, l'abril del 1873, Crook rodejà Delshay i els tonto, que es rendiren i foren traslladats a la reserva de White Mountain amb els coyotero. Delshay, però, en fugí pel juliol cap a la reserva de Camp Verde, on fou assassinat per mercenaris apatxes. Alhora, el febrer del 1873, Eskiminzin i els arivaipa foren traslladats a la reserva de San Carlos, però en fugiren un altre cop entre gener i abril del 1874. Aquella mateixa primavera va morir Cochise, i fou substituït com a cap dels chiricahua pels seus fills Taza i Naiche.
El 1875, el Bureau of Indian Affairs va crear l'Agència San Carlos, on es pretenia traslladar als chiricahua el 3 de maig del 1876. Taza n'era partidari, però una part de la tribu no el va seguir i fugí amb el bruixot Goyathleh; uns 322 chiricahua foren duts a la Reserva índia de Warm Springs i poc després Taza moriria de pulmonia.
El 1877, Victorio i els apatxe de Warm Springs foren traslladats a la reserva de San Carlos, però el 2 de setembre s'escapà cap a Ojo Cliente amb 80 guerrers. Es lliuraria, però, el febrer del 1878, però l'estiu del 1879, quan intentaren novament arrestar-lo, fugí definitivament i passà a Mèxic, on declarà «guerra eterna» als EUA.
Cap al 1879, els caps chiricahua Nana i Victorio, que havien aplegat 200 guerrers mescalero i chiricahua, assolarien la frontera; van fer incursions cruels que provocaren l'oferta de 3.000 $ pel seu cap. Mexicans i nord-americans organitzaren el 14 d'octubre del 1880 una emboscada a Tres Castillos, i mataren Victorio i 77 guerrers, mentre que 68 dones i nens foren fets presoners. Uns 30 guerrers escaparen amb Nana i assolà la frontera durant tot el 1881.
Goyathleh ('el que badalla'), més conegut com a Gerónimo, s'hi escaparia el mateix 1880 amb un grapat de guerrers, alhora que Naiche s'escapava de White Mountain, i tornaren ben armats l'abril del 1882. Venceren Forsyth a Horseshoe Canyon, però els mexicans mataren nombroses dones i nens, raó per la qual s'uniren a Nana. Alhora, el profeta dels White Mountain, Nakaidoklini, influït per Wovoka, pel juliol del 1881, va introduir una nova dansa a San Carlos que ressuscitava els cabdills morts. Per aquest motiu, el 30 d'agost del 1881, el coronel de Fort Apache, E. A. Carr, amb 85 soldats i 23 scouts va atacar-los i matà el profeta.
El 4 de setembre del 1882, el general Crook reformà el sistema de reserves a favor dels indis, i pel maig del 1883 organitzà una expedició a Mèxic contra Gerónimo. Per l'acord del 30 de maig del 1882, tornarien a la reserva 251 dones i 123 guerrers amb Nana i Loco; Gerónimo, després de diverses incursions frontereres, es rendí amb Chato al general Crook el febrer del 1884.
Però els blancs conspiraven contra ell, i el 18 de maig del 1885 tornaria a escapar-se de la reserva índia de San Carlos (Arizona), i amb els caps Nana, Sleeves i Chiricahua, trenta guerrers, vuit nois i 92 dones i nens, s'escaparia perquè el volien detenir, burlaria l'exèrcit de Crook i s'amagaria a Mèxic. El 25 de març del 1886 es lliuraren novament a Crook, però Gerónimo i Naiche tornarien a fugir. El 12 d'abril del 1886, el general Nelson Miles disposà de 5.000 soldats, 500 exploradors apatxes i 2.000 voluntaris civils contra Gerónimo i 24 guerrers. Cansat, l'estiu del mateix any es rendiria al general Nelson Miles, i per això fou traslladat amb Naiche, Chato, els guerrers, Eskiminzin i 40 arivaipas a la presó de Fort Marion (Florida) fins al 1894, en què fou confinat amb 340 apatxes més a Fort Sill, Oklahoma, on va morir el 1909. Tanmateix, algunes partides continuaren lluitant, amagades a les muntanyes.
Des del 1900, tingueren conflictes amb els colons que els volien usurpar les terres per tal de dedicar-les a la ramaderia, i el 1918 la grip matà la meitat dels jicarilla. Així, els jicarilla passaren de ser 995 el 1905 a 588 el 1920; a San Carlos hi havia 1.172 apatxes el 1909, mentre que a White Mountain eren 1.900 el 1871. Els guerrers apatxes van continuar la guerra contra nord-americans i mexicans. L'última incursió dels Apatxes als Estats Units es va produir fins al 1924 quan una banda d'indígenes va robar alguns cavalls als colons d'Arizona. Els apatxes van ser capturats i arrestats en el que es considera el final de les guerres índies. Les guerres índies mexicanes que van implicar bandes apatxes al nord de Mèxic van continuar durant nou anys més, fins que les derrotes finals van ser derrotades el 1933. Fins al 1937, no es constituiria el Consell Tribal dels Jicarilla. També van rebre noves aportacions religioses, com la del peiot, predicat entre ells pel lipan Billy Chiwat (1870-1915).
Des del 1960, la seva economia es basava en una estació d'esquí d'un milió de dòlars, propietat dels mescalero; un centre comercial dels jicarilla; un polígon industrial pels San Carlos, gestionat mercè al seu líder Marvin Hull; i un centre turístic amb 26 llacs artificials pels White Mountain. Endemés, el 1970, l'artista San Carlos Ted DeGrazia fundaria l'empresa de joieria Tsee yo'ba gowa (Casa de Joieria de Pedres) per tal de revitalitzar aquest art entre la tribu.
Tanmateix, el 1971, el BLM s'expropià 89.535 acres de terra apatxe per treure petroli i gas, alhora que Hoesch afirmà que no calia informes sobre l'impacte mediambiental, ja que no es tractava de terra pública. Això provocà nombroses protestes, raó per la qual el 1975 el cap de l'American Indian Movement entre els apatxe, Angel Martínez, va morir misteriosament en un accident de trànsit a Nou Mèxic.
El 1988, l'índex d'atur entre els mescalero era del 70%.